# Влиген, Кристоф
Кристоф Влиген (нидерл. Kristof Vliegen; родился 22 июня 1982 года в Маасейк, Бельгия) — бельгийский теннисист; победитель одного юниорского турнира Большого шлема в парном разряде (Уимблдон-2000).

## Общая информация
Кристоф — младший из двух сыновей Тео Влиген и Мии Ляйндерс; его брата зовут Франк.
Бельгиец в теннисе с шести лет. В детстве ходил в одну академию с теннисисткой Ким Клейстерс. Любимое покрытие — хард, лучший удар — подача. Кумиром в мире тенниса называет Бориса Беккера.
Не является родственником бельгийского теннисиста Йорана Влигена.

## Спортивная карьера
На юниорском этапе карьеры Влиген смог выиграть Уимблдонский турнир в юношеском парном разряде и достигал 13-го места в юниорском рейтинге. Первую попытку пройти квалификацию и сыграть в основной сетке взрослых соревнований предпринял ещё в 1997 году, но первый раз выступил в 1999 году в парах и в 2000 году в одиночках. В январе 2001 года он выиграл первый взрослый титул в парном разряде на турнире младшей серии «фьючерс», а в октябре добился первого успеха и в одиночном разряде.
В 2002 году Влиген выиграл два «фьючерса» и первый турнир более статусной серии «челленджер» (в Женеве). Успешно для него начался 2003 год. На турнире ATP в Аделаиде Влигену удалось выйти в финал, переиграв по пути таких теннисистов, как Томас Энквист, Арвинд Пармар, Альберто Мартин и Рихард Крайчек. В дебютном решающем матче в основном туре он уступил Николаю Давыденко со счетом 2-6, 6-7(3). В феврале он впервые был заигран за сборную Бельгии в Кубке Дэвиса. В мае в парном разряде на Ролан Гаррос он совершил ещё один дебют, впервые сыграв на турнирах серии Большого шлема (дебют в основной сетке одиночного разряда пришёлся на Открытый чемпионат США). В том сезоне Кристоф также сумел записать в свой актив ещё две победы на «челленджерах» и впервые по ходу сезона занял место в первой сотне мирового одиночного рейтинга.
В апреле 2004 Влигену удалось выйти в полуфинал турнира в Барселоне, обыграв в четвертьфинале восьмого теннисиста в мире Давида Налбандяна (7-6, 6-4). 
Самым успешным в карьере Кристофа стал 2006 год. В этом году он смог дойти до полуфинала на турнирах в Ченнаи, Мемфисе и Халле. На турнире в Мюнхене ему во второй раз в карьере удалось пробиться в финал турнира ATP, где он уступил своему соотечественнику Оливье Рохусу — 4-6, 2-6. В том сезоне Кристоф впервые смог занять место в тридцатке лучших рейтинга (30-е место).
В 2007 году на Ролан Гаррос Влиген во второй раз в карьере вышел в третий раунд Большого шлема (до этого на Открытом чемпионате Австралии 2006 года). В 2008 году бельгиец победил на четырёх «челленджерах», а в 2009 добавил в свой актив ещё две победы. В июле 2010 года он во второй раз смог достичь финала в Мировом туре в парном разряде (на турнире в Атланте в дуэте с Роханом Бопанной). В марте 2011 года Влиген завершил спортивную карьеру в возрасте 28 лет.
До мая 2025 года тренировал Зизу Бергса.

## Рейтинг на конец года
| Год  | Одиночный рейтинг | Парный рейтинг |
| 2010 | 257               | 205            |
| 2009 | 110               | 991            |
| 2008 | 84                | 168            |
| 2007 | 98                | 74             |
| 2006 | 31                | 59             |
| 2005 | 93                | 157            |
| 2004 | 116               | 881            |
| 2003 | 116               | 336            |
| 2002 | 164               | 696            |
| 2001 | 509               | 385            |
| 2000 | 1120              | 829            |
| 1999 |                   | 1130           |

## Выступления на турнирах

### Финалы турниров ATP в одиночном разряде (2)

#### Поражения (2)
| Титулы                           |
| -------------------------------- |
| Турниры Большого Шлема           |
| Кубок Мастерс / Финал ATP-тура   |
| ATP Masters 1000                 |
| ATP International Gold / ATP 500 |
| ATP International / ATP 250      |

| Титулы по покрытиям | Титулы по месту проведения матчей турнира |
| ------------------- | ----------------------------------------- |
| Хард                | Зал                                       |
| Грунт               | Зал                                       |
| Трава               | Открытый воздух                           |
| Ковёр               | Открытый воздух                           |

| №  | Дата          | Турнир              | Покрытие | Соперник в финале | Счёт       |
| 1. | 5 января 2003 | Аделаида, Австралия | Хард     | Николай Давыденко | 2-6 6-7(3) |
| 2. | 7 мая 2006    | Мюнхен, Германия    | Грунт    | Оливье Рохус      | 4-6 2-6    |

### Финалы турнировATPв парном разряде (2)

#### Поражения (2)
| №  | Дата            | Турнир            | Покрытие | Партнёр       | Соперники в финале      | Счёт               |
| 1. | 16 октября 2006 | Стокгольм, Швеция | Хард(i)  | Оливье Рохус  | Кевин Ульетт Пол Хенли  | 6-7(2) 4-6         |
| 2. | 19 июля 2010    | Атланта, США      | Хард     | Рохан Бопанна | Скотт Липски Раджив Рам | 3-6 7-6(4) [10-12] |